# Romuald Lango
Romuald Stanisław Lango – polski anestezjolog, dr hab. nauk medycznych, profesor Katedry Anestezjologii i Intensywnej Terapii Wydziału Lekarskiego Gdańskiego Uniwersytetu Medycznego.

## Życiorys
W 1988 ukończył studia medyczne w Akademii Medycznej w Gdańsku, 25 czerwca 1998 obronił pracę doktorską Ocena wysokoobjętościowej ciągłej żylno-żylnej hemofiltracji w leczeniu ostrej niewydolności nerek u chorych z zespołem niewydolności wielonarządowej po operacjach kardiochirurgicznych lub w przebiegu zawału mięśnia sercowego, 7 kwietnia 2005 habilitował się na podstawie pracy zatytułowanej Ocena wpływu L-karnityny i propionylo-L-karnityny na metabolizm mięśnia sercowego i funkcję układu krążenia w okresie okołooperacyjnym u chorych z cukrzycą poddanych pomostowaniu naczyń wieńcowych w krążeniu pozaustrojowym. 22 czerwca 2016 uzyskał tytuł profesora nauk medycznych.
Był profesorem nadzwyczajnym w Katedrze Anestezjologii i Intensywnej Terapii na Wydziale Lekarskim z Oddziałem Stomatologicznym Gdańskiego Uniwersytetu Medycznego i w Instytucie Nauk o Zdrowiu na Wydziale Matematycznym i Przyrodniczym Akademii Pomorskiej w Słupsku.
Jest członkiem Rady Dyscypliny Naukowej - Nauk Medycznych Gdańskiego Uniwersytetu Medycznego i profesorem w Katedrze Anestezjologii i Intensywnej Terapii na Wydziale Lekarskim Gdańskiego Uniwersytetu Medycznego.

## Odznaczenia
- Złoty Krzyż Zasługi (2019)[4]